# Louise Caldwell Murdock
Louise Caldwell Murdock (Caneada, New York, 1857- Wichita, Kansas 1915)  era diseñadora de interiores y arquitecta estadounidense.
La familia se trasladó de Nueva York a Wichita en 1871, ya que su padre, J.E. Caldwell, abrió un negocio para la venta de porcelanas llamado Caldwell & Titsworth  (su producto era fundamentalmente una loza de barro duro, de color crema, que perfeccionó la marca de porcelanas Wedgwood).
Se casó con Roland Pierpont Murdock en 1877 y fundó el Twentieth Century Club con él en 1899 en Wichita. Ella desempeñó el cargo de presidenta hasta 1906.
Después de la muerte de su marido en 1906, estudió diseño de interiores con Frank Alvah Parsons en Nueva York, luego volvió a Wichita, Kansas, y diseñó y construyó el edificio de Caldwell Murdock en East Douglas, que con sus siete pisos se convirtió en el edificio más alto de Wichita.